# Acanthodelta serva
Acanthodelta serva là một loài bướm đêm trong họ Noctuidae.